# DB Baureihe 424
DB Baureihe 424 är en tysk elmotorvagn tillverkad av Bombardier och Siemens mellan 1999 och år 2000. Typen har nästintill uteslutande använts på S-bahn-nätet i Hannover.

## Design
Typen är nära besläktad med Deutsche Bahns tidigare typer BR 423 och BR 425. BR 424 delar stora delar av sin konstruktion med dessa typer och de är även mycket lika visuellt sett. De stora skillnaderna som finns är att BR 424 saknar det tredje dörrparet som finns på BR 423, samt att typen har en lägre golvhöjd än BR 425, detta för att tillåta rullstolsburna att stiga på utan problem. BR 424 kan därför ses som ett slags blandning av BR 423 och BR 425. Vagnarna är även utrustade med toaletter.

## Trafik

### Hannovers S-bahn
Typen konstruerades enbart för att användas på S-bahn-nätet i Hannover,där typen var planerad att tas i tjänst år 2000. Tanken var att typen skulle användas under Expo 2000 men på grund av problem med leveranserna så fick motorvagnar av typen BR 423 lånas in från München och Köln. Allteftersom så levererades de beställda BR 424 och de tog över trafiken. För att komplettera typen så köptes även ett antal BR 425 in. Från och med 2003 har ett antal tågsätt blivit namngivna av olika orter som S-bahn-nätet betjänar, på dessa tåg har även ortens vapen målats. 2022 tog Transdev över som operatör på Hannovers S-bahn, vilket ledde till att BR 424 togs ur tjänst i Hannover efter 22 år. Typen ersattes främst av Stadler Flirt men även ett antal BR 425.

### Münchens S-bahn
Efter att typen togs ur tjänst i Hannover så beslutades att 15 stycken skulle flyttas till München för att användas i S-bahn-nätet i München. Totalt ska 15 enheter rustas upp och moderniseras för att sedan tas i trafik under hösten 2022.